# Autorytet naukowy
Autorytet naukowy – szczególna forma autorytetu wykształcająca się w uznaniu zasług uczonego, ze względu na jego prestiż społeczny.
Autorytet naukowy oparty jest na fachowości, kompetencji, sprawiedliwości, bardzo dużej wiedzy merytorycznej, wysokim poziomie znajomości określonej dyscypliny i umiejętności rozstrzygania sporów środowiskowych. Jest mierzony osiągnięciami naukowymi, liczbą publikacji, czy kontaktami międzynarodowymi. Autorytet naukowy cechuje się niezmiennością reguł postępowania oraz umiejętnością przyznawania się do popełnionych błędów. Pozycja autorytetu naukowego jest efektem związku mistrza z uczniem i może wykraczać poza kwestie związane z nauką, obejmować np. normy, wartości czy strategie życiowe. W tym kontekście opiera się na podstawach aksjologicznych (system wartości przyjęty przez mistrza), w tym przyjętych wysokich standardach moralnych postępowania.
Jedną z cech autorytetu naukowego może być indywidualność, wyróżnienie się spośród innych naukowców, odbieganie od przeciętności, a nawet charyzma (odgrywają tu rolę m.in. barwność, tok wypowiedzi, ubiór).
Janusz Goćkowski stwierdził, że chociaż występują istotne różnice w postrzeganiu autorytetów w zależności od rodzajów nauki, to jednak nauka nie mogłaby funkcjonować bez autorytetów. Ten sam uczony wskazał, iż z autorytetem naukowym mamy do czynienia w sytuacji, gdy pewien krąg ludzi nauki uznaje w swojej praktyce zawodowej miarodajność jakiegoś uczonego, jako wysoce kompetentnego twórcy wartości poznawczych, jako mistrza i nauczyciela myślenia i działania naukowego.

## Galeria

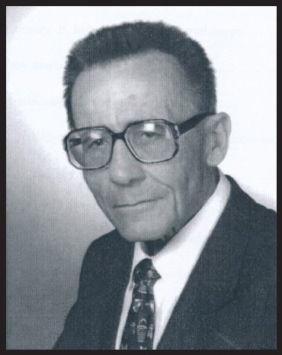
Nauki przyrodnicze: Juliusz Andrzej Strzetelski, uznany autorytet naukowy z zakresu żywienia i fizjologii zwierząt przeżuwających
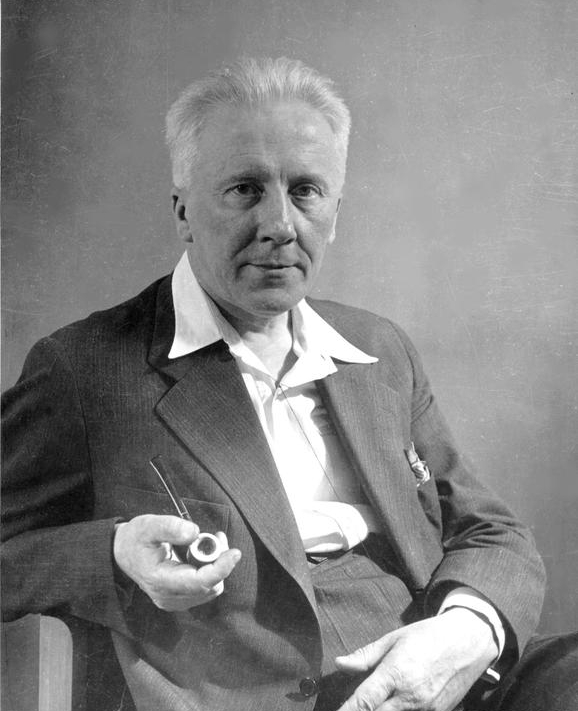
Nauki humanistyczne: Władysław Witwicki, autorytet naukowy z dziedziny filozofii i psychologii
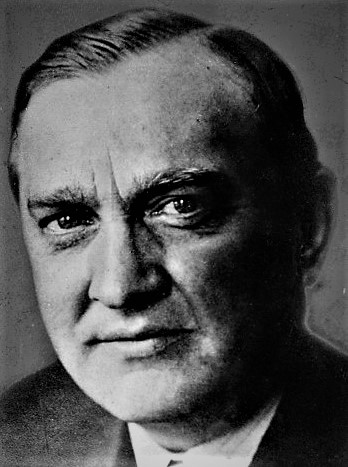
Nauki ścisłe: Stefan Banach, największy polski autorytet naukowy swoich czasów z zakresu analizy funkcjonalnej
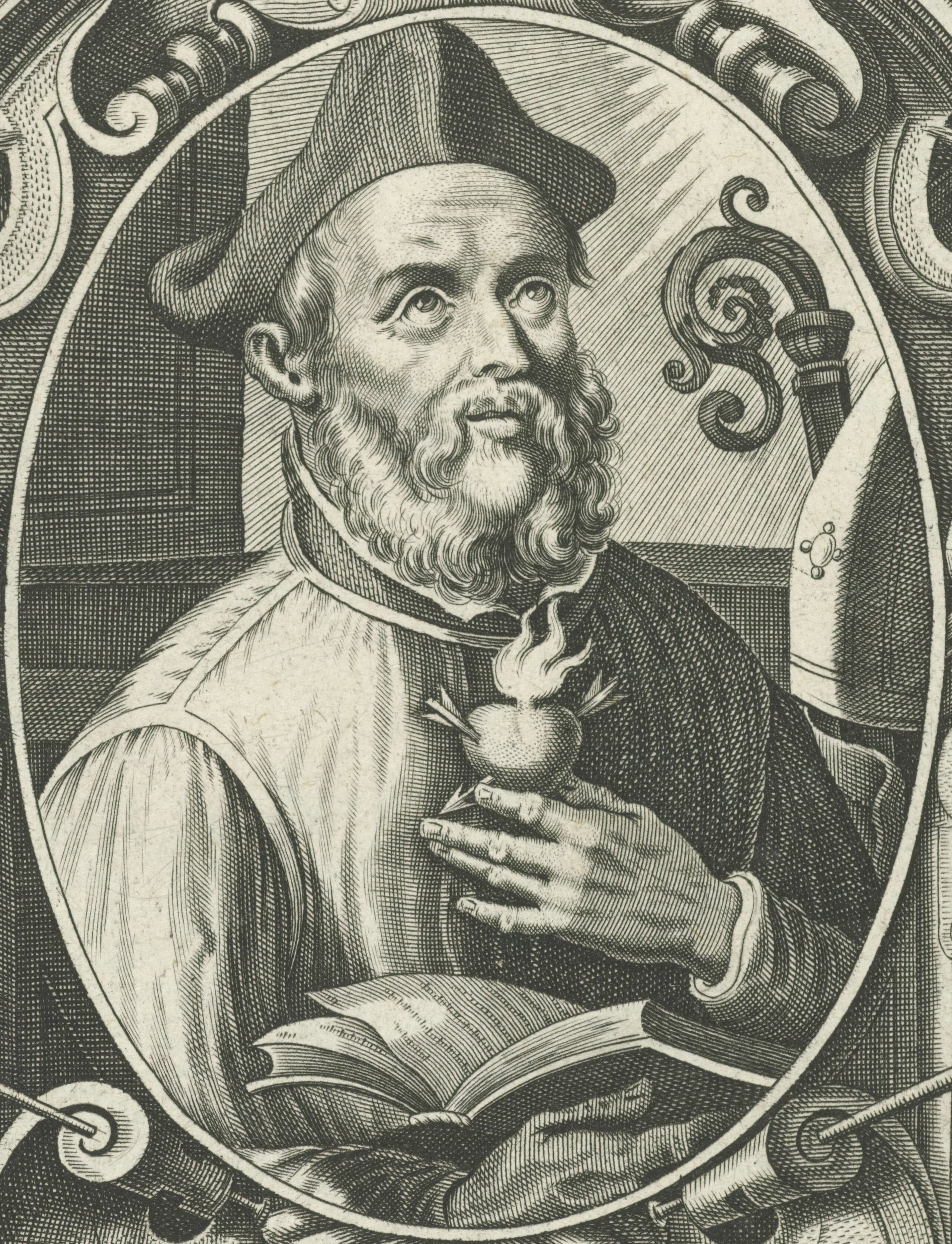
Teologia: Augustyn z Hippony, najwyższy autorytet naukowy dla scholastyków, a także w okresie trydenckim i post-trydenckim